# Agrodiaetus avajica
Agrodiaetus avajica är en fjärilsart som beskrevs av Blom 1979. Agrodiaetus avajica ingår i släktet Agrodiaetus och familjen juvelvingar. Inga underarter finns listade i Catalogue of Life.